# Guerre de Numance
Pour l’article homonyme, voir Numance (homonymie).
 (août 2021).
Guerres celtibères
Batailles
Siège de Numance
La guerre de Numance ou troisième guerre celtibère, est un conflit qui opposa, de 153 à 133 av. J.-C., Rome à la ville de Numance au Nord de l'Hispanie.
Malgré une résistance farouche, durant l'été -133 la ville tomba aux mains des Romains commandés par Scipion Émilien, après un siège de quinze mois, l'incendie de la cité par les habitants réduits par la famine, et leur suicide collectif.

## Conquête romaine de l'Hispanie et résistance de Numance
Après l'anéantissement de la puissance carthaginoise (bataille de Zama, 202 av. J.-C.), Rome s'empara des possessions puniques en Espagne puis entreprit la conquête de la péninsule. Ce dessein se heurta dans les régions éloignées de la Méditerranée à une âpre résistance. Des peuples comme les Arévaques (haute vallée du Duero), les Vaccéens (Vieille Castille) ou les Lusitaniens (Portugal) luttèrent farouchement pour garder leur indépendance et une ville comme Numance envoya même des ambassadeurs à Rome pour traiter directement avec le Sénat.
Quintus Caecilius Metellus Macedonicus, qui avait soumis une grande partie de la péninsule, ne put venir à bout de Numance et de Termance. Il fut remplacé par Quintus Pompeius, qui ne parvint pas davantage à l'emporter sur les deux cités celtibères.
En 153 av. J.-C., les habitants de Segeda se rebellèrent contre les Romains, tardant à fournir des soldats et refusant de payer l'impôt. Ils se fortifièrent pour faire face aux légions consulaires de Fulvius Nobilior qui laissa 6 000 hommes dans la bataille et dut fuir jusqu'à ce que le renfort de la cavalerie romaine retourne la situation en sa faveur. 
Les Arévaques survivants se rassemblèrent dans les monts Ibériques, à Numance, et décidèrent de poursuivre la guerre. Trois jours plus tard, Fulvius Nobilior se présenta devant les portes de Numance avec une armée dont la première ligne était formée de 10 éléphants et 500 cavaliers numides venus d'Afrique.

## Première bataille de Numance
Les chevaux prirent peur devant ces animaux et coururent se réfugier dans leurs remparts jusqu'à ce qu'un jet de pierre blessât un éléphant qui, pris de fureur, se rua contre les légionnaires, imité par ses congénères. Il s'ensuivit de nombreuses victimes parmi les assiégeants, et les assiégés en profitèrent en pourchassant les Romains qui perdirent 4 000 hommes (contre 2 000 Numantins).
Fulvius Nobilior ne voulut rien tenter de plus et passa l'hiver dans son campement, avec peu de vivres et de fréquentes attaques des Numantins.
Au printemps 152 av. J.-C., Quintus Pompeius releva Nobilior et le remplaça par Claudius Marcellus, qui vint avec 500 chevaux et une infanterie de 8 000 hommes. Ceux-ci avaient été recrutés par tirage au sort par suite du manque de volontaires parmi les Romains pour aller combattre les Ibères.

## Premier siège de Numance
Le préteur Quintus Pompeius disposait de 30 000 soldats et 2 000 cavaliers mais en perdit beaucoup au fur et à mesure des embuscades. Il envoya ses troupes contre Termance (Termes) et tenta d'affamer Numance en déviant une rivière (probablement le Tera). Les Numantins, commandés par Megara, déjouèrent cette tentative, causant de nouveau de lourdes pertes aux Romains. Quintus Pompeius essaya alors de mettre fin au conflit en échangeant des prisonniers. Il reçut des richesses de la part de Numance, négocia et parvint finalement à un accord. 
Mais il fut remplacé par Marcus Popilius Laenas et l'accord fut annulé par le Sénat de Rome qui le considéra honteux et décida de poursuivre les hostilités. Popilius fut remplacé à son tour par Hostilius Mancinus, dont l'échec fut encore plus cuisant que ses prédécesseurs puisqu'il fut battu à chaque bataille par les Numantins. Il finit encerclé dans son camp et, menacé de mort lui et son armée, accepta la paix. Numance se borna à désarmer les Romains en échange de la paix. Mancinus fut rappelé à Rome avec les ambassadeurs de Numance.
Il fut remplacé par le consul Aemilius Lepidus qui, après avoir été battu à Numance, choisit de faire campagne dans le territoire des Vaccéens. Il assiégea Pallentia (l'actuelle Palencia) où, après quatre ans d'opérations, il échoua de nouveau. Cependant il détruisit les champs de céréales vaccéens pour éviter qu'ils n'approvisionnent Numance. Revenu à Rome, il fut condamné à être livré aux Numantins.
Ces 18 années de lutte firent de Numance l'un des symboles de la résistance à Rome.

## La dernière guerre de Numance
Cette succession d'humiliations décida Rome à envoyer son meilleur soldat, Scipion Émilien, le vainqueur de Carthage (146 av. J.-C.).
Pour désigner Scipion comme chef de l'armée au siège de Numance, la première difficulté à surmonter fut de lui donner le temps nécessaire dont il ne disposait pas comme consul. Le Sénat, selon l'historien grec Appien, décréta que les tribuns pouvaient déroger à la règle, comme ils l'avaient fait pendant la guerre punique, et pouvaient rester en place au-delà de l'année écoulée.
Le prestige de Scipion poussa de nombreux Romains à vouloir s'engager sous ses ordres, mais le Sénat n'y consentit pas car Rome avait à faire face à d'autres conflits. Scipion protesta car il ne voulait pas faire la guerre contre Numance avec l'armée vaincue et démoralisée qui se trouvait en Hispanie. Le Sénat dut consentir qu'il puisse y ajouter des troupes mercenaires d'autres villes et d'autres rois, écrit Appien, qui s'offrirent volontairement par intérêt. De plus, avec quelques personnes fidèles formant la « cohorte des amis », il demanda un financement. Comme le Sénat le lui refusait, ne lui autorisant que quelques subsides, Scipion, selon ce que rapporte Plutarque, répondit que « son argent et celui de ses amis lui suffisaient ». Tel fut l'effort personnel de ce soldat expérimenté pour mener à bien l'entreprise. Il avait réuni un corps d'armée de 4 000 hommes qu'il plaça sous le commandement de son neveu. Il partit avec une partie d'entre eux pour l'Espagne où l'attendaient des forces plus nombreuses.

## Organisation des troupes romaines
Lorsqu'il arriva sur place, il dut d'abord combattre le moral de ses propres troupes avant même d'affronter les Numantins. L'armée romaine était partagée entre l'indiscipline, la mollesse et la superstition. Plutarque rapporte quelques événements éloquents. « Un jour, il découvre les mules d'un tribun militaire appelé Meminius, chargées de vases et ornées de pierres précieuses » et il lui dit : « Tel que tu es, tu es devenu inutile pour moi et pour la patrie pour trente jours, mais pour toi-même pour toute la vie ». Il découvre un autre « qui portait un bouclier très décoré » et le réprimande ainsi : « un très beau bouclier en effet, jeune homme, mais il vaut mieux pour un Romain faire confiance à sa main droite qu'à sa main gauche ».
Durant les marches, il remarqua que l'infanterie utilisait des chevaux et s'exclama : « Que peut-on attendre à la guerre d'un homme qui ne sait pas marcher ? » Il chassa, selon Appien, tous les marchands, prostituées, devins et augures à qui les soldats, consternés par tant d'infortunes, donnaient trop d'importance. Il expulsa les serviteurs, vendit les chariots, équipages et mules, ne conservant que ceux qui étaient strictement nécessaires, et interdit d'utiliser les animaux durant les marches. 
Il ne permit à personne de conserver comme équipement plus qu'une broche, une marmite de bronze et un verre. Il indiqua que les repas soient de viande rôtie ou cuite. Il interdit les lits, et il était le premier à dormir sur une natte.
Appien écrit : « Pour que personne ne se perde durant les marches, comme avant, c'était toujours un escadron carré qui marchait, sans qu'il soit permis de quitter la place assignée. Durant la marche, il parcourait fréquemment l'arrière-garde, faisait mettre pied à terre aux cavaliers, et à leur place il mettait les malades. Ce qui chargeait trop les bêtes, il le distribuait aux hommes à pied. S'il faisait une halte, il disposait comme sentinelles autour du camp les mêmes hommes qui avaient servi de batteurs durant la marche, et faisait en sorte qu'un autre escadron de cavalerie battît la campagne. »
Durant cette période d'entraînement et de réforme de son armée, Scipion n'eut avec Numance que de légères escarmouches, suffisantes pour se faire connaître d'eux.
Il répétait : « Les généraux austères et rigides sont très utiles à leurs hommes tandis que les doux et les libéraux apportent beaucoup d'aide aux ennemis. Leurs troupes, bien que satisfaites, ne savent pas obéir, alors que celles des austères sont obéissantes et prêtes à tout ». Lorsqu'il eut rendu le moral à ses soldats, les eut disciplinés et habitués à la fatigue, il rapprocha son camp de Numance, veillant à ne pas diviser ses effectifs, comme avaient fait les autres, ni à se battre avant d'avoir exploré le terrain. « C'est insensé, disait-il, de s'aventurer pour de faibles motifs. Le capitaine qui entre en action sans nécessité de le faire est imprudent, de même que celui qui se risque lorsque l'occasion s'y prête est excellent. Les médecins n'utilisent pas la chirurgie avant les médecines. »

## Le deuxième siège et chute

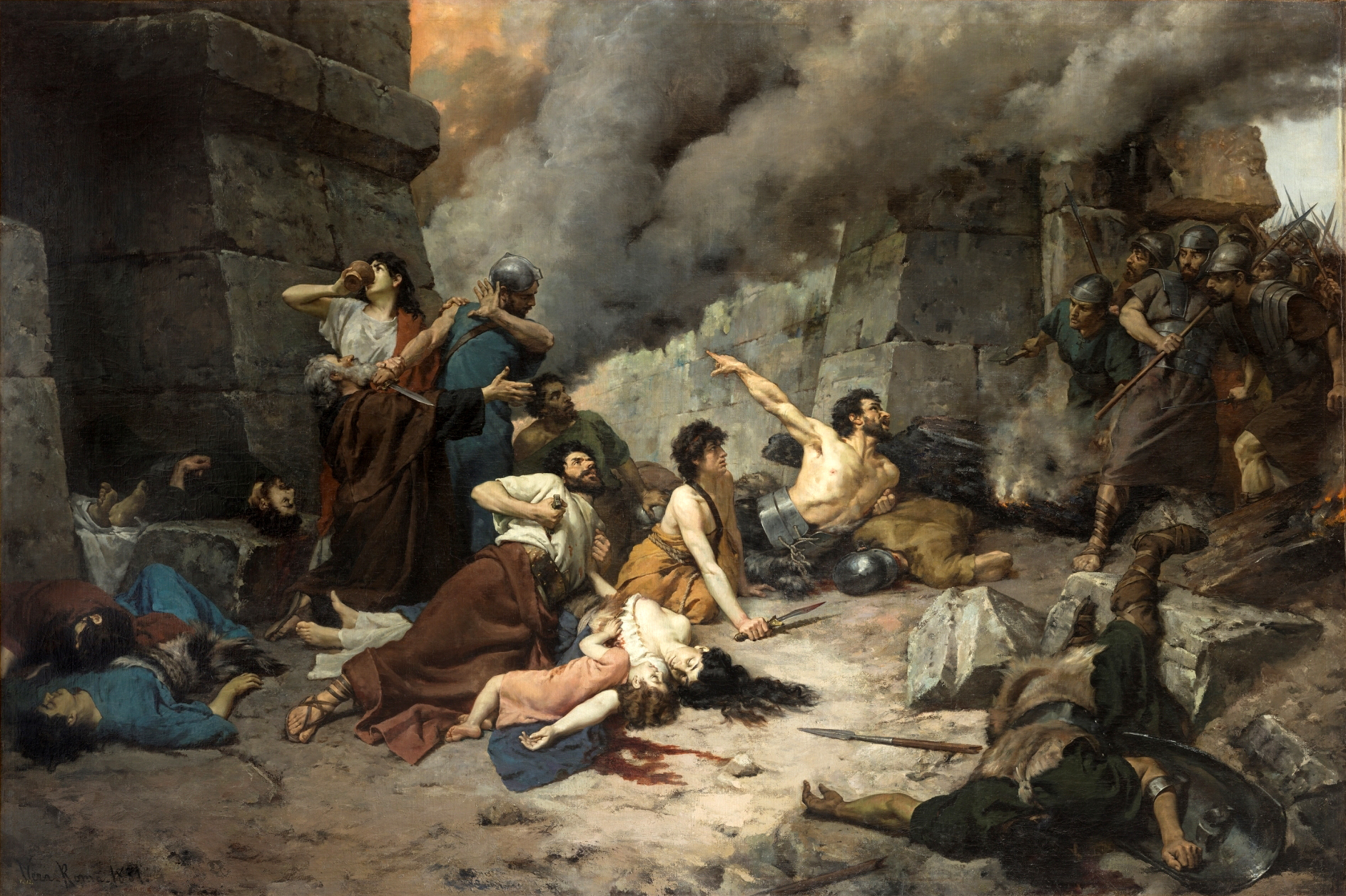
Guerre de Numance

Sagace et prudent, Scipion conçut en 134 av. J.-C. le plan d'encercler et assiéger les Numantins sans la moindre faille, jusqu'à ce qu'à bout de forces ils se rendissent. Ainsi, pour leur enlever l'appui des autres peuples, il se dirigea d'abord contre les Vaccéens à qui les Numantins achetaient leurs vivres, moissonna leurs champs, récolta ce qu'il put pour approvisionner ses troupes et brûla le reste. Comme les Pallentiens de Complanio s'opposaient aux fourrageurs romains, il leur envoya Rutilius Rufus, alors tribun et rapporteur de ces faits, selon Appien. Couvrant lui-même sa retraite, Scipion put le sauver avec sa cavalerie. Finalement, il alla passer l'hiver devant Numance, et pour l'encercler fit construire sept campements que le professeur Schulten est parvenu à retrouver. Selon Appien, Scipion ne prêta pas d'attention aux fréquentes sorties par lesquelles les Numantins cherchaient à le provoquer. Il encercla la ville de sept forts, un fossé et une palissade dont le périmètre était le double de celui de la ville (9,25 km). Il fit construire en plus un deuxième fossé, renforcé avec des pieux, doublé d'un mur de huit pieds de large et dix pieds de haut, sans créneaux, le long duquel se succédaient des tours tous les 30 mètres.
Comme il ne pouvait pas construire un pont sur le fleuve Duero par lequel les assiégés recevaient des troupes et des vivres, il fit élever deux forts sur chaque rive et, à l'aide de grandes cordes, tendit sur la largeur du fleuve de grandes poutres. Sur ces poutres, il avait également fait clouer des piques et des aiguilles, ce qui rendait impossible le passage des bateaux ni même celui de nageurs. Sur les tours, il plaça des catapultes, des balistes et d'autres machines, fit approvisionner de pierres et de flèches les créneaux, fit mettre en garnison dans les forts des archers et des frondeurs. Sur les 60 000 hommes dont il disposait, il affecta la moitié pour garder le mur, 20 000 pour les sorties nécessaires et 10 000 en réserve. Tous les jours il parcourait le périmètre. Selon Appien, c'était la première fois qu'un militaire utilisait cette stratégie de siège contre un adversaire qui ne refusait pas de se battre.
Après quinze mois de siège, la ville tomba, vaincue par la faim, à l'été 133 av. J.-C. Les habitants préférèrent se suicider plutôt que de se rendre. Ils brûlèrent la ville pour qu'elle ne tombe pas aux mains des Romains. Les quelques survivants furent vendus comme esclaves.
Scipion renonça à son titre d'Africain pour prendre celui de Numantin.
La résistance héroïque de Numance est devenue légendaire au point d'entrer dans une expression : en espagnol, on parle de « résistance numantine » (resistencia numantina) pour qualifier une résistance tenace et exemplaire.